# Tricentrus minusculus
Tricentrus minusculus är en insektsart som beskrevs av Ananthasubramanian 1980. Tricentrus minusculus ingår i släktet Tricentrus och familjen hornstritar. Inga underarter finns listade i Catalogue of Life.